# Anton Biersack
Anton Biersack (Greding, Francònia Mitjana, 30 de novembre, 1907 - Bad Vilbel (Hessen), 18 de novembre, 1982), va ser un compositor alemany.

## Biografia
Anton Biersack va néixer com a fill d'un mestre de carros i pagès Anton Biersack i la seva dona Walburg. Van tenir sis fills. En la seva joventut, el fiscal i antic músic militar Ehmann li va ensenyar a tocar el violí. Va estudiar composició, direcció, piano i orgue al Conservatori de Würzburg del 1926 al 1928 i després del 1928 al 1932 va continuar estudiant al mateix Conservatori de Würzburg. Del 1932 al 1936 va ser becat Mozart al Conservatori Hoch de Frankfurt del Main i del 1936 al 1940 va treballar com a professor de teoria i cap de l'escola bressol d'orquestra. Va fer el servei militar entre 1940 i 1945. De 1945 a 1947 va ser director de cor i orquestra a la Universitat de Música de Frankfurt, i des de 1947 com a professor allà. El 1957 va ser nomenat cap del departament de formació d'orquestres de la Universitat de Música de Frankfurt, i el 1960 va ser nomenat professor titular.
Estava casat amb Agathe, de soltera Laur, (1910–1996). Va passar la seva jubilació a Bad Vilbel.

## Obra
- Sinfonische Musik (I, 1938; II, 1946) per a gran orquestra.
- Concertino Capriccio (1953)
- Ostinato Sinfonico (1955) per a orquestra, per encàrrec de Radio Frankfurt
- Skizzen für Streicherorchester (1951)
- Concertino für Solo-Violine und Streichorchester (1956)
- Bagatellen für Kammerorchester (1939)
- Geistliche Kantate (1937)
- Passionskantate (1947) per a solistes, cor i orquestra
- Außerdem Kammermusiken, principalment per a instruments de vent
- Wir bauen eine Kirche (Estem construint una església), òpera infantil (1953)